# آندریاس شپرد
آندریاس شپرد (انگلیسی: Andreas Schäfer؛ زادهٔ ۵ فوریهٔ ۱۹۸۳) بازیکن فوتبال اهل آلمان است.
از باشگاه‌هایی که در آن بازی کرده‌است می‌توان به باشگاه فوتبال کارلسروهه، باشگاه فوتبال اینگولشتات ۰۴، باشگاه فوتبال کایزرسلاوترن، و باشگاه فوتبال اسنابروک اشاره کرد.

## یادکرد ویکی‌پدیا
- مشارکت‌کنندگان ویکی‌پدیا. «Andreas Schäfer». در دانشنامهٔ ویکی‌پدیای انگلیسی، بازبینی‌شده در ۲۶ مارس ۲۰۲۲.